# GIS軟件列表
本条目以字母顺序罗列GIS及相关软件。

## 3 - F
- 3map：行星地球项目由3map驱动，这是一个自由软件，由Telstra宽带基金会创建并支持，提供客户端与服务器的能力以在线再现虚拟地球。

- Amein!：其界面介于ArcMap和UMN Mapserver之间.AmeiN!写了一个ArcMap下的扩展，把UMN Mapserver写成了ArcMap的一个组件，同时也编写了它的项目文件，转换了它的许多实例。

- APR Parser：与ArcView协同工作，引导包含了众多项目、表单、视图等的海量文件获取和存放。由于获取的复杂性，几乎不可能看到这些表单间所有的链接。一个数据库包括了所有的帮助定位数据和加速搜索的信息。

- ArcGIS：ArcGIS是Esri公司集40余年地理信息系统（GIS）咨询和研发经验，奉献给用户的一套完整的GIS平台产品，具有强大的地图制作、空间数据管理、空间分析、空间信息整合、发布与共享的能力。ArcGIS不但支持桌面环境，还支持移动平台、Web平台、企业级环境、以及云计算架构。ArcGIS同时为开发人员提供了丰富多样、基于IT标准的开发接口与工具，让您轻松构建个性化的GIS应用。

- AutoREALM：是一款自由的GNU作图软件。它可以用于设计城堡、城市、地下城等的地图。AutoREALM主要被用于角色扮演游戏的自定义地图。但也可以用于更多人群。

- AVCE00：是开源的ANSI C库，能够使Arc/Info矢量图形显示为E00格式。它允许你像处理E00一样读写这些二进制文件。

- AvisMap[1]：AvisMap公司提供免费的地图浏览器，GIS开发包以及桌面制图软件。

- AVPython：AVPython在ArcView GIS里内嵌了一个Python程序语言。借此，我们可以突破大部分互操作性、可扩展性的障碍，连草根开发者也可以构建现代化的应用。

- BASINS：BASINS是一个结合了地理信息系统的多目标环境分析系统，全国水流域数据，艺术视角的环境评估和洲级建模工具。

- Batik

- BBBike：BBBike是一个柏林和勃兰登堡的自行车人信息系统。这个应用可以：1）显示地图的街道、铁路、河流、公园、海拔高度和其他功能。2）查找并显示航线两点。路线查询可自定义，以符合骑行最优条件（最快或最好的路线，保持风向和计算丘陵等）。3）自行车功率计算器。4）自动获取当前柏林气象数据。

- BLM：GIS公用事业，土地局的GIS事业站点。

- BRL CADl：BRL-CAD包是一个功能强大的构造实体几何（CSG）的实体造型系统。

- BuddySpace：BuddySpace是一个有四个主要功能的即时信使：（1）除了标准的“好友名单”，它还允许可选地理地图和办公室计划可视化；（2）它建基于开源Jabber，使其可以与ICQ、MSN、Yahoo等聊天；（3）它在Java执行，因此是跨平台的;（4）它是由英国一家实验室建立，所以100%开源且完全可用。

- CAVOR：CAVOR是一个涉及建模和检索图形与文字资料的引擎。应用广达GIS（地理信息系统），测绘程序，计算机辅助设计，以及不太显眼的项目管理（想想PERT的图表），CASE（计算机辅助软件工程），工具（DFDs、ERDs），以及尚未被利用的功能。

- CGAL：计算几何算法库是几个欧洲站点的一次合作尝试。其目标是把最重要的解决方案和方法开发成计算几何，以C++库的形式提供给工业界和学术界用户。

- cgList：载列了计算几何的程序和软件包。

- Chameleon：Chameloen技术是网页地图领域一项革命性的进步，由DM Solutions开发，旨在创建高度定制化和适应性的环境，部署和管理网页地图应用。

- Cocoon ArcIMS：使用Apache Cocoon在ArcIMS上执行wrapper。

- Community Mapbuilder：使命是使社区合作使用基于标准的，开放源码的工具建立并分享地理数据。为基于浏览器的地图饰件开发开源的mapbuilder库。

- Computer Vision Library：建立开源视图社区，提供网站来结合和更好地执行社区贡献的成果。参见this Computer Vision List。

- DCMMS：基于网络的上下水网络维护管理系统。允许存储客户投诉和问题工作顺序表。更多用地图和地标而不是街道名称来导航。使用PostGIS。

- Deegree：Deegree是一个Java框架地统计功能解决方案。基于公共地理标志标准，允许建设应用和空间参照内容。Deegree组件可用于建立一个独立的本地安装的桌面绘图解决方案，或设立一个高度分布的和服务为本的架构。

- Demeter Terrain Engine：Demeter是一个跨平台C++库，用OpenGL渲染3D地形。Demeter组件为快速性能和良好视觉质量设计，并利用先进技术，如动态镶嵌（自适应网格），实时渲染广域地物，而不需要高端硬件。以独立组件编写而可轻松嵌入任何应用。

- DEM Tools：这个包有助于预览DEM（数字高程模型）数据集和在这个星球的不同位置漫步虚拟时空。

- DEMViewer：DEMViewer是一个Java编写的数字高程模型看图器。利用它你可以可视化ArcInfo生成的数字高程模型（如ASCII文件）并接合数据（照旧使用ArcGrid ASCII输出格式和/或JPG/PNG/GIF图像格式）。

- DGNLib：DGNLib是MicroStation的DGN（ISFF）阅读器。

- Discovering Cambodia：这个网站提出了一个网络地图服务的开源GIS解决方案，原为开发在线互动地图原型，以通过地图和事实发掘柬埔寨。

- dlgvu：dlgvu是一个Unix的互动数字线划图（DLG）看图器，用Icon程序语言书写。

- drawmap：Drawmap是制图封装，使用来自美国地质调查局（USGS）的数据绘制地图。大部分的USGS数据是美国范围内的，但GTOP30数据已覆盖全球。地图输出采用SUN的rasterfile图片格式。

- E-FOTO：这项工作旨在建立一条研究线索，涉及了数字摄影测量例程的计算发展，使用高级语言，目的是发展教学用的数字摄影测量工作站。

- EDBS：德国地形数据传输标准EDBS/ATKIS格式及其阅读器。由于这种数据格式的天然属性，信息全部都是德文。

- ElectricArc：一种通用图形编辑器，它按照方便程度，把图画应用概略限制成不同等级。ElectricArc可以被用于设计从抽象图到电路图、数据库架构、计算机网络乃至代谢途径。

- FeatureX：FeatureX项目的目标是建设一个自主、互动的特征提取封装，最终将被集成到OSSIM项目。

- FIST：柔性互联网空建模版（FIST）是一个开源的，超文本预处理器（PHP）基于对象的应用，用于快速部署互联网地图网站。

- FlightGear

- FreeType

- FMaps：FMaps是一个地理信息系统和遥感应用，数据存储在PostgreSQL数据库。它使用一种特殊的GTK+工具，最初称为GtkFMaps。

- FREEDraft：FREEdraft是一个项目，以创建一个简单的二维机械CAD系统。

- Fulcrum：Fulcrum是一个自由的Java库，其中包括用户界面组件、数据模型，和有用的实用程序来帮助Java开发者建设分布式地图应用。Fulcrum库还可用于其它目的，当前攻关的是创建通过网络消费地图数据的应用。数据源可以是独立的开放源，也可以是商业的地图服务器，还可以是更加复杂的，如开放地理空间协会网络服务。

- FWTools：FWTools是一套用于Windows（win32）和Linux (x86)的开源GIS二进制文件，作者是Frank Warmerdam。以前称为OpenEV_FW。这套文件的目的是便于用户安装和入门的。无需从源编译，或是收集大量相互关联的软件包。FWTools包括了OpenEV、GDAL、MapServer、PROJ.4和OGDI以及一些辅助部件。

## G - H
- GARNIX：GARNIX是一个通信程序，它提供了MS-DOS计算机和Garmin公司GPS设备之间的数据接口。

- GD：一个速成图像的图形库。

- GDAL：GDAL是一个转换库，用于栅格地统计数据格式，在开放源码协议下发布。作为一个库，它为所有支持的格式提出了统一的行业应用抽象数据模型。

- GDV Mapserver Client：用Javascript写就的Mapserver网络客户端。

- gecko.NET Library and Web Service：gecko.NET是一个自由、开源、原生的.NET框架地理信息系统地图网络服务、可视化控制和库，用于支持.NET用户控制和库的软件开发环境。你可以将gecko.NET用于以Visual Basic .NET、C Sharp和任何支持.NET平台的语言所写的应用。

- geGIS：geGIS是一个基于WMS、WMS和SOAP服务的地理电子服务框架。客户端是一个瘦客户端浏览器应用，可以可视化和编辑提交数据。它其实就是一个定制的XML。

- gen2shape：Gen2shp是一个简单的C程序，可以读取ArcInfo生成命令所要求的数据。在这个文件中的数据将被转换为shapefile格式，也就是.shp，.shx和.dbf。

- General Cartographic Transformation Package - Fortran：通用制图转换包（GCTP）是一个软件系统，常规地被设计成允许从一幅地图影射到另一幅的坐标变换。

- General Cartographic Transformation Package - JavaScript：通用制图转换包-JavaScript版（GCTP-JS）是开源JavaScript指令集，用以提供动态的、从互联网应用到客户端的坐标变换。它提供了一定数量的坐标之间的变换能力，包括Lambert、亚尔勃斯投影、UTM等。

- GEO：GEO是一个脚本坐标变换工具。

- Geocoder：这是2002年Google程序大赛的作品。包括一套地理编码（使用TIGER/Line将街道地址转换为经纬度坐标），一部简单的地址和关键字索引，以及一款查询引擎，来搜索匹配的文件以至距目标位置一定距离以内的地址。

- geocoder.us：一种在美国提供的公共服务，包括门牌和路口的免费地理编码，地理编码服务基于Geo::Coder::US，可从CPAN下载一个Perl模块。

- GeoCommunity：Geocom的收集翻译工具的页面。

- GEODAS：GEODAS（地球物理数据系统）是国家地球物理数据中心（NGDC）开发的一个交互式数据库管理系统，用于消化、储存和检索地球物理资料。

- GeoIP API：GeoIP是一个根据IP地址查询位置的API的集成。它支持对国家、地区、城市、纬度和经度的查询。

- GeoJasPer：GeoJasPer是一个自由、开源和地理支持的命令行JPEG2000转换器，亦即，在两种地理信息格式GeoTiff和GeoJp2之间进行图像转换。

- GeoKettle：GeoKettle是一个“空间可用”版本的Pentaho数据集成（Kettle）。Pentaho数据集成（Kettle）是一个功能强大的、元数据驱动的ETL（抽取、转换和加载）工具，致力于不同数据来源间的聚合。

- GeoNetwork OpenSource：一个空间数据元数据的门户网站，实现国际地理元数据标准（ISO19115）和（将要实现）OpenGIS网络目录服务分布式数据库搜索标准。使用应用程序，你可以快速建立元数据门户，允许在线维护元数据和数据，供局域网内部使用或互联网发表。

- GeoRuby：GeoRuby从特制的OGC“简单SQL特征”提供几何数据类型。一个铁路插件提供通过透明方式管理PostGIS几何列的功能。

- GEOS：GEOS（几何引擎——开源）是一个Java拓扑套件（JTS）的C++移植。因此，它的目的是在C++中包含完整的JTS移植。这包括了所有的OpenGIS“简单SQL特征”：空间预测函数和空间操作员，以及具体的JTS拓扑功能，如IsValid。

- GeoServer：GeoServer项目是一个Java EE实现的OpenGeospatial网络功能服务器规范，由开放规划项目（TOPP）维护。

- GeoToad：GeoToad是自由软件，帮助加速乏味的地缓存：选择缓存和收集数据。它是未来地缓存工作者的完美工具。

- GeoTools：Geo Tools是自由的基于Java的制图工具包，允许在网页浏览器上交互式浏览地图，而无需专门的服务器端的支持。

- Geotools.Net：Geotools.Net是一套.Net类，有助于处理地理信息。该项目始于从Java移植到C#的JTS 1.2。它实现了以下OpenGIS规范：简单功能规范、坐标转换服务。其他功能包括：读写已知二进制文件、输出到SVG、ESRI shapefile格式导入和导出。

- GeoVista Studio：GeoVISTA Studio是一个开放的地理空间数据软件开发环境。Studio是一种免编程环境，能使用户快速建立应用进行地理计算和地理可视化。

- GeoVRML：GeoVRML是一项使用VRML97（虚拟现实建模语言）为表现和表达地理数据提供支持的尝试。

- GeOxygene：空间数据GeOxygene的目的是提供一个开放的框架，实现OGC/ISO的规格，开发和部署地理（GIS）的应用。这是IGN（国家地理研究所），法国国家地图机构的COGIT实验室一个开放源码的贡献。在LGPL协议下发布。GeOxygene基于Java和开源技术，为用户提供可扩展的对象数据模型（地理特征、几何、拓扑和元数据）遵循地理信息领域的OGC规范和ISO标准。开源的Java开发接口支持，GeoAPI项目，已经列入计划。

- GFC：GFC，或称地理基础类库，是一套定义基础地理数据类型的C++类，包括点、线、矩形、圆、折线、环、复杂多边形、栅格，及整数、实数、变量等其它原子数据类型。GFC还具有抽象的时间戳和时间序列功能，有助于捕捉动态的时空数据。

- Ghostscript

- GISAR：GISAR项目是二维、三维实物动态模型（如街道、公路、房屋、电话、客户等），可用于发展实时系统的任何功能和视觉模型。它是地理信息系统的实例，为任何连接的客户端提供实际状况的数据，无论任何时间模型物发生的任何变化。现在它用作自动工作的通讯站。

- GIServer：GIServer是从inovaGIS项目创建的，在互联网上提供免费接入GIS的功能。它仅需具有表格功能的一个互联网浏览器（如網景 (瀏覽器)）……

- GIS Knoppix：GIS-Knoppix是一份预装GIS软件的Linux Live CD，基于Knoppix。

- GISToolKit：GISToolkit软件是一个开源Java工具包，建立空间应用程序。它拥有一些从不同数据源读取和显示数据的功能。

- gispython：这是几个基于PROJ.4、GEOS、GDAL/OGR、MapServer和etree XML界面的网络绘图和GIS项目之家。目标是新的连贯性和模块化的核心，地理空间的Python编程。

- GIMP

- 通用制图工具

- GML4J：GML4J是一个便利的Java API，与地理标记语言[2]协同作业。GML是一个基于XML的地理信息编码框架，为开放地理空间协会所建议采用。

- Gnuplot

- Google地球

- gpc：一个灵活和高可靠性的多变性设置操作库，与C程序配合，通过comp.graphics.algorithms调用常见问题和美国伊利诺伊大学计算几何页面。gpc库估计在全球拥有数以千计的用户，数以百计的月下载量。

- GPSBabel：GPSBabel转换不同格式的途径点、轨迹和路线，无论它是否属于常见绘图格式，如德洛姆、街道和旅游、或Garmin与Magellan上传和下载的GPS格式。

- GpsDrive：GpsDrive是一个车载（自行车、船舶、飞机）导航系统。GpsDrive根据你的兼容NMEA的GPS接收机传回的数据在可缩放地图上显示你的位置，地图文件可以依据位置和最佳比例尺自动选择。

- GPSMan：GPS管理者（GPSMan）是一个GPS数据图形化管理器，创建一个配置、检查、编辑GPS数据的用户友好界面。GPSMan支持包括台灣國際航電和Lowrance接收机的通讯和实时登陆，也接受任何支持NMEA 0183标准的GPS接收机实时登陆信息。

- gpspoint：一个获取位置、从你的GPS机下载上传途径点、路线和轨迹到电脑的程序。

- GPStrans：GPStrans与Garmin全球定位系统接收机通讯，允许用户以之上传下载途径点、路线、日历（卫星轨道要素），并跟踪路线。

- gpsutils：这个项目的目的是开发开源GPS软件库及应用。兴趣特别集中于开发软件，允许由低成本的OEM单元，如Garmin GPS35 TracPak，对伪距/载波相位数据进行后处理。

- GPS3d：GPS3D是一家从PC处理手持GPS设备的程序，和三维可视化结果的集合。即便没有GPS设备，你也可以使用GPS3d来交互式放映三维地球纹理影射模型。

- Grace：Grace是一个所见即所得的二维绘图工具，用于X窗口系统和M*tif。

- GrADS：格网分析和显示系统（Grads）是一个交互式桌面工具，用于简单获取、处理、可视化地球科学数据。Grads被广泛应用于多种常用操作系统，并在互联网上自由发布。

- GRASS

- GRASSLinks：GRASSLinks提供环境数据的公共获取。用户仅需一架网页浏览器和互联网接入即可使用其大型空间数据库和REGIS提供的强大的地理信息系统软件，GRASSLinks的目标是提供在环境规划机构、公共行动团体、公民和私营实体之间协同和数据共享的原型。

- GSLIB：GSLIB是Geostatistical Software LIBrary（地统计学软件库）的缩写。该名称最早用于15年前斯坦福大学收集地统计程序的项目。

- Gstat：Gstat是一个地统计建模、预测和模拟的计算机程序。

- GTS Library：GTS代表GNU三角表面库。这是一个开源免费软件库，意在提供一套有用的以网状关联三角形处理三维表面的功能。

- Guidebee：引路蜂手机电子地图API，提供手机平台（Java ME等）电子地图API，包括地址查询、路径查询、语音导航等。[3]

- gvSIG

- Hierarchical Triangular Mesh：分层三角网格（HTM）是一个分割单位球面以为球面三角的分割模式。它是一个分层模式，将下层分成并非绝对，但是大略相等的部分。

- HUGO：Hugo是UNIX平台的移动地图软件。Hugo可以以简单栅格（XPM）、矢量和TIFF格式察看地图。ESRI的shape格式支持也在进行中。

- HidroSIG：HidroSIG是一个用Java编写的地理信息系统，有一些特殊工具允许做出水文学、气象学、地貌学变量的预测和分析。

## I - M
- iGeoPortal：这是首次发布的deegree iGeoPortal。Deegree新的客户/门户组件是一个模块化客户端，其配置给予OGC网站地图上下文格式/文书。不同的模块能够提供网页地图客户端功能以及地名词典客户端、目录客户端或WFS客户端的功能。

- ImageJ

- ImageMagick

- Imagine Reader：该阅读器包括一个C++ API，可以阅读任何Erdas Imagine的信息，分层文件、结构文件，以及高水准的将地相关数据向GeoTIFF转换的程序。

- InetAddressLocator：快而准确的IP地理位置系统。专家建立。免费分发。

- Intergraph WMS Viewer：Intergraph的WMS查看器便利在WMS源中储存的地理空间信息的互通。

- InterMap：InterMap是一个互联网地图应用，允许用户通过分布式的互联网地图服务器在浏览器中共同交互地图。

- IPW：IPW是一个基于UNIX的图像处理系统。IPW包括了几种 UNIX过滤程序，可被拴在一起以供形成复杂和有力的图像处理运算法则。IPW包括了一个开发环境来用C创建新的IPW的shell脚本和程序。

- IrcMarkers：IrcMakers需要一张.png或.jpg格式的地图，和一个坐标列表，和xplanet格式的标签，和地图上的注记。在IRC频道生成用户地图。每个制作者被绑定一个GnuPG/PGP密钥，以创建“可信地图”。

- IRIT：IRIT是一个实体建模环境，使人建立基本的、原始的模型，模型使用布尔运算模型和自由曲面模型。

- IVICS：IVICS开发成一个可视化工具，以便从卫星图片选择训练样本。它已演变为一种支持几种常见卫星和遥感数据格式的可视化系统。开发了广义卫星格式（GSF）用以支持IVICS。

- ivtools：Ivtools是一个X窗口系统的自由的绘图编辑套装，支持PostScript、TeX、网页图形制作，以及一个可嵌入的和可扩展的矢量图形shell。

- JasPer：Jasper项目是一个开源创见，提供基于自由软件的由JPEG 2000第一部分标准指定的编解码器之安装参考。

- JEEPS：一个GPS软件开发平台。

- jGridShift：jGridShift是NTv2转换软件的一小部分。以Java书写，包含了一个J2EE连接架构（JCA）适配器。有一个示例的图形界面工具和一个示例的网络服务。

- JCS：JCS酏接套件是一个API以及一组互动工具在空间数据集上执行异文融合。

- JTS：Java拓扑套件是一个二维空间谓词和函数的Java API。

- JUMP：Java统一映射平台（JUMP）是一个图形用户界面基础的应用，可以查看和处理空间数据。它包括了众多的空间和GIS功能。它也被设计成一个高扩展性框架来开发和运行用户空间数据处理应用。

- Kalypso-Simulation-Platform：Kalypso模拟平台是一款地理空间建模和仿真的开源应用。它优先被开发成一个用户友好的基于GIS的工具，建模和仿真水文学和水力学数字模型。

- ka-Map：ka-Map（ka意味着ka-繁荣）是一个开源项目，旨在为使用现代网页浏览器具有的特性开发高交互性网页地图界面提供JavaScript API。

- kdem：kdem是一个显示美国地质调查局（USGS）数字高程模型（DEMs）的程序。

- KFLog：KFLog是一项针对滑翔机飞行员的开源项目。它提供有力的工具计划你的飞行任务和事后分析。

- KIDS：关键指标数据系统（KIDS）为联合国粮农组织世界农业信息中心（WAICENT）所开发。KIDS是一个软件框架，提供实施专题系统的能力，包括收集、参考、可视化、交流和传播统计、调查和指标数据。KIDS最初被开发用于收集、编绘和传播粮食不安全和脆弱性指标，对应粮食不安全和脆弱信息编绘系统（FIVIMS）。

- Kosmo：Kosmo用Java程序语言执行，在JUMP平台下开发，有一个长的序列关于知识和免费代码库，如Geotools和JTS，在自由软件项目中应用广泛。也有来自其它自由软件项目的要素。可用于Windows和Linux操作系统。

- kvwmap：kvwmap是一个为电子政务系统设计的复杂的WebGIS客户端和服务器解决方案，写于PHP语言，使用UMN地图服务器技术，MySQL和PostgreSQL/PostGIS数据库，可缩放矢量图形，等等。

- LAS/ADAPS：土地分析系统（LAS）/AVHRR数据采集与处理系统（ADAPS）。

- Libgeotiff：一个公共域，读取libtiff头部，书写GeoTIFF信息标签。

- libGRASS：libgrass包由大多数GRASS libgis组成，libdatetime库建立为一个独立的共享库，适合希望读写GRASS数据库的非GRASS程序应用。增加了一些额外功能以简化初始化和非GRASS程序的数据访问。当前libgrass仅接受GRASS柵格数据，以及联合支持文件，希望未来版本能够加入对矢量文件，以及其它在GRASS数据库存取的文件的支持。

- libTIFF

- libXearth：libXearth是Xearth饰件组件。它包含了从constraint继承的earthWidgetClass，是著名的xearth的再现版本。每个儿童针对地理位置和视角（墨卡托或正射）显示。

- LIMP：LIMP（大型图像处理程序）开始于一个测试新的图像处理技术的平台。需要大量代码建立高效库以应用任意计算大型数据集（“大”在这里意味着无法完整载入到記憶體）。LIMP的目标是迁移尽可能多的复杂代码到库里，留下简单而有力的途径处理用户编码图像。

- Localis：Localis是一个收费在线绘图工具。它允许你在地图上查看其他用户的附加点，并添加自己的。

- LPGS Lite：LPGS-LITE是一个平台无关（POSIX兼容）的Landsat-7 ETM+数据Level0R到Level1G处理器，由马里兰大学开发。

- Lx-Viewer：LX查看器是一个允许你打开、查看、打印DWG或DXF文件的程序，使用AutoCAD关联技术草案。您可以变焦和潘绘图就如在AutoCAD一般。文件可以被存成从AutoCAD2.5到2000版的DWG或DXF格式再加上BMP和PNG。

- Majas：MAJAS是一个建设富互联网应用的组成框架，具有先进的显示、分析和管理地理信息的能力。它建立一个模块，允许开发者添加地图和其它适合他们的网页应用的地理数据。一方面，这项产品可以建立像众所周知的Google地图那样的网页地图系统。另一方面，它可以用于构建完整的地理信息系统（GIS）来分析编辑地理数据。它还可以用于为网络应用添加地理数据能力。

- Mapbender：Mapbender客户端套件软件包提供用户界面以显示、导航和查询OGC WMS适配地图服务。Mapbender客户端套件还含有用户和组管理端口，并且提供使用网页地图服务存取地图的功能。

- MapGIS：武汉中地推出的一款主打“中国自主研发”为主要特色的GIS软件。

- MapInfo Professional

- MapIt!：MapIt!是一个网络应用，让你通过你的浏览器巡航柵格地图，缩放、选择图上经鉴定的对象和对象类。

- MpaJunction3D：第一个基于网络的地图系统，结合了快速的地图显示、航空照片和地理信息。

- MapLab：MapLab是一套有效和直观的基于网页的工具，创建和管理MapServer网页地图应用和地图文件。它由三个部分组成：MapEdit、MapBrowser和GMapFactory。

- mapnik：Mapnik是一个开源C++/Python工具包用以开发GIS（地理信息系统）应用。其核心是一个C++共享库，提供空间数据获取和可视化的算法/模式。

- MapServer

- Map Guide Open Source：开源MapGuide是一个基于网络的平台，支持用户快速开发和部署网页地图应用与地理空间网络服务。

- MapServer Workbench：一套开发MapServer网页地图应用的协作工具。

- MapWindow：开源MapWindow GIS项目包含了兼容微软视窗的桌面应用，能够查看shapefile和多种柵格数据格式。它可以通过“GIS工具”插件重生成数据、剪辑、合并，及执行其它地处理。开发用户可以使用任何.NET框架语言书写插件扩展此应用，或使用MapWinGUS ActiveX控制书写GIS软件。

- Mapyrus：Mapyrus是一个创建小块点、线、多边形，并标记到PostScript、PDF和网页图像输出格式。该软件结合了以下三个组成部分：Logo图形语言、GIS数据集和RDBMS表阅读器、作为独立程序或网络服务器的运行。

- Marble (KDE)

- Maya 2 GoogleEarth：Maya2GoogleEarth是一个开源、跨平台的工具，在Eyebeam开发，从Maya输出三维模型到Google地球。一旦安装，它允许你现场输出3D模型为一个单一的Google地球地标（KML）文件。

- MB-System：MB-System是一个开源的软件包，处理和显示测深和反散射映像数据来源于多波段、干涉、侧声纳。

- Mesa 3D

- MetaPost

- mezoGIS：mezoGIS是一个GIS应用，一个查询和分析空间数据的图形界面。mezoGIS并不直接存储和计算数据，而是调用PostGIS数据库。mezoGIS的目标是通过空中SQL查询和大型外部控件脚本为PostGIS提供一个地理空间分析工具。

- 微軟模擬飛行

- MobileMaps：我们把Mobilemaps称为附近引擎但它也叫做“本地网页搜索”，一款“位置搜索引擎”，一种“地可视搜索”，和一个“地图搜索”。它提供独特能力来寻找，如物理接近搜索者指定位置的网页信息，并显示在地图上。它也从地理目标的附近广告提供新的收益。

- monoGIS：monoGIS的现阶段目标是于行业认可的Mono平台提供全新完整的GIS系统。

- Mozilla SVG Project：Mozilla SVG实例是一个原生的SVG实例。它不同于插件形式的SVG查看器，如Adobe SVG Viewer。

- MP2KML：MP2KML将.mp文件（Garmin IMG地图文件的开放替代格式）转换为.kml文件（Google地球的开放格式）。

- MySQL Spatial：MySQL遵从开放地理空间协会的格式实现的空间扩展。

## N - Q
- NASA World Wind

- NCAR Graphics：NCAR图形是一个基于Fortran和C的科学可视化软件包。

- NetMaps：NetMaps允许在任何启用了Java的浏览器上看矢量地图。NetMaps可以加载和显示ArcInfo的shape文件（SHP/DBF）和MapInfo的MIF/MID文件。

- NetTopologySuite：网络拓扑套件是JTS拓扑套件，GIS操作的Java库（符合OpenGIS）的C#/.NET移植。这一项目的主要目标是提供.NET下的快速可靠的GIS解决方案，包括所有.NET平台，PocketPC和Sql Server 2005（通过通用語言運行庫集成）。项目还包括另一些SharpMap的.NET库，集成了从诸如Shape文件格式读写的功能，坐标变换和投影，等等。

- NRDB：NRDB是一个GIS工具，用于创建和分发环境数据库。其目的是为发展中国家人民提供强大而简单的工具以协助管理自己的资源。

- NTXshape：NTXShape将CARIS NTX格式转换到更广泛的ESRI shape文件格式。

- Nunaliit：Nunaliit框架旨在使网际地图制造——讲述故事和探索空间、时间、知识、感觉的关系——变得简单。初步发展的重点放在用以组织和连接内容使其有意义的XML架构，以及一个将这些信息渲染成互动网络界面的编译器。这个系统在XML大行其道的今天非常有用。

- OGCConnector：OGC连接器是一个开源ArcIMS服务连接，由位于密苏里州罗拉的美国地质调查局中部大陆测绘中心开发。OGCConnector工具支持OGC渲层描述符（SLD）格式，正确掌握重投影需求，由于它可以连接ArcIMS服务连接器，维护相同的证明需要ArcIMS Servlet认证。

- OGDI：OGDI是开放地理数据商店界面。OGDI是一个应用程序接口（API），使用一个标准的连接方法，与GIS软件包（应用）和不同的地空间数据产品联合工作。OGDI通过任何TCP/IP网络构建便于散播的客户端/服务器架构，和易于接近几种地理空间数据产品/格式的驱动导向驱动。

- OGLE：OGLE（即OpenGLExtractor）是一个Eyebeam R&D软件包，允许捕捉和重用来自微软视窗三维应用的三维地理数据。

- OGR：OGR简单特征库是一个C++开源库（及命令行工具），支持读（有时也可以写）不同矢量文件格式包括ESRI shapefiles，和MapInfo mid/mif、TAB格式。

- OneMap Project：OneMap是一个长期项目，促进融合标准网络技术和地理内容，时常被称为GeoWeb。进行尖端研发，并以网络服务部署结果。

- Open 3D GIS：开发三维地理信息系统是一个开源项目，主要目标是提供简单的方法来从网络地理数据库显示三维物体。

- Open CASCADE：Open CASCADE是一个强大的三维建模内核。它包括了可重用的开源C++对象库。Open CASCADE被用于创建任何形式的指定范围三维图形应用，包括计算机辅助设计、计算机辅助工程、计算机辅助制造、建筑工程建造、地理信息系统、逆向工程、计量、光学仿真、拓扑等。

- OpenDMTP：开放设备监视和跟踪协议，或说OpenDMTP，是一种协议和框架，允许服务器和设备（客户端）间通过互联网和类似网络进行双向数据传输。OpenDMTP特别针对基于位置的信息（LBS）如GPS、温度和其他数据的远距离监视设备。OpenDMTP不大，特别适于微设备，如PDA、移动电话、定制OEM设备。

- OpenDX：IBM的开放可视化数据浏览器是一个可视化的框架，给予用户为他们的数据添加高阶可视化和分析技术的能力。这些技术可以被用来协助用户在广阔的领域，包括科学、工程、医药和商业，取得新的透视数据。

- OpenEV：OpenEV是一个库，为查看和分析栅格和矢量数据的应用所引用。

- OpenLayers

- OpenMap：“BBN技术”的OpenMap包基于JavaBeans程序工具包。使用OpenMap，可以快速建立应用和小程序从遗产数据库和应用获取数据。OpenMap提供方法允许用户观看和处理地理空间信息。

- OpenSVGMapserver：一个开源的在网上出版arcview shapefiles解决方案，基于HTML、SVG、JavaScript、PHP和MySQL数据库，支持互动和过滤。2003年后代码不再更新。

- osgPlanet：osgPlanet是一个在OpenSceneGraph、libwms、OSSIM之上建立的三维地理空间查看器。灵感来自BlueMarbleViewer，osgPlanet扩展空间查看，在网络上获得本地地理格式、高程数据集，和OGC的网络地图服务（WMS）接口。osgPlanet是一个C++库，包含了作为示范的osgplanetviewer。

- OSSIM：OSRS（开源遥感）的OSSIM（开源软件影像图）项目。读作“awesome”，OSSIM项目利用现有的开源算法、工具和包建立一个遥感、图像处理和地理信息系统（GIS）分析综合数据库。

- Paradise：天堂项目的目标是设计、实施和评价一个可扩展的、平行的地理信息系统，能够储存和处理大量数据集。

- PerlDL：PDL（Perl数据语言）为标准的Perl提供紧密存储和迅速操纵大型N维数据数组的能力，这种能力是计算科学中的面包和奶油。

- PgArc：开发、测试和实施ESRI的ArcMap（ArcView/ArcInfo 8.x的组件）的开源解决方案。允许其与来自开源的PostGIS空间数据库（PostgreSQL的一个扩展）的数据实现互操作。

- Phone Hack：有手机的好处之一是有一个接口连到你所连接的信号塔。由此信息，很容易得到“我到过哪里”类型的接口。

- phpGIS：php GIS是一个用于所有GIS开发者的封装的信息/GIS系统。

- Piccolo：Piccolo是一个革命性的方法，用Java创建鲁棒性的、全功能的图形程序，引人注目的功能如缩放和多重代表。Piccolo是一个基于Java2D API的扩展工具包。

- PilotGaea O'View MapServer：為一套結合Web 3D導覽、GIS、開發工具三合一的GIS產品，本身為GIS開發工具，具備高度整合與開發的彈性，以期符合不同領域的需求。不但保留原來2D上的所有GIS屬性與分析，在3D上，這些功能與運算更加廣大。

- PloneMap：一个基于MapServer的Plone图形应用。它允许在Plone站点内创建交互地图。网络访问者可以巡航地图而共同浏览或编辑地理位置数据。PloneMap在Plone内容管理系统上增加了地理代表。

- p.mapper：p.mapper框架旨在提供多种功能和多种配置，以方便安装一个基于PHP/MapScript的MapServer应用。

- Portfolio Explorer Open Source：探索者是由SRC——一个地理事物智能软件的开发者建立的一个数据和国家独立的地理编码。探索者分配经纬度坐标到每个美国的街道和路口。开发者可以载入数字地址编码向导，以及在LGPL协议下使用、开发探索者软件库。

- POPulation MAPper：POPulation MAPper（友称popmap）是一个创造人口图的实用工具。Popmap可以从一个配置文件读取不同站点和每个站点的特定种类的人口权重。然后popmap可以为站点集从mapblast检索最佳图，根据人口密度给定的站点坐标画点。

- PostGIS

- Practical Map Server (PMS)：PMS将地理内容带给了网页浏览器和其它适配客户端。

- Predator：PREDATOR是一个对象关系型数据库系统。目标是建立一个研究和教育工具，可以处理现实生活中的数据库问题。在康奈尔大学，我们的研究重点一直是有效支持复杂数据类型（因此名为Predator Enhanced Data Type Object-Relational DBMS）的技术。

- PrimaGIS：PrimaGIS最初启迪于Makina Corpus的PlongMap产品并借鉴了其中很多思想。PrimaGIS基于Mapserver，Python制图库（PCL）和Zope制图对象（ZCO）。

- PROJ.4：PROj.4制图投影库被用于一些开源GIS项目包括GRASS、MapServer，以及OGDI。

- PyDL:PyDL是一个IDL（RSI出品）的Linux自由克隆体。以Python开发，用到了Numerical Python、Python图像库和Dislin（策划）封装。执行阵列算法、24或8位图像和一些数字例程。

- Pygps特点：记录轨迹、记录笔记、显示卫星、显示您的方位、在地图上显示您，在任何支持Python的机器上运行，libglade，从terraserver空中下载地图。

- PyIMS：模仿ArcIMS4的Python地图脚本应用。启迪于refraction.net的Perl IMS模拟器。

- PyOGCLib：PyOGCLib旨在制定和分发一个基于Python的OpenGIS规范实施库，特别是网络地图服务器（WMS）和网络功能服务器（WFS）。

- Python Cartographic Library：Python制图库，或PCL，是一个从不同后端向地图渲染GIS数据的模块的封装。其任务在于成为开源GIS软件，如PROJ.4、GEOS、GDAL、OGR，以及MapServer的最佳Python接口，并易于为Python网页应用框架乃至其他可视化工具如matplotlib所用。

- QCad

- QGIS（舊稱Quantum GIS）：被廣泛使用的免費地理資訊系統軟體。

- QSlim：这个封装包括了两个部分，MixKit库和SlimKit表面模型工具集。

- QuickWMS：JavaScript类，用于创建网页地图客户端和WMS服务器端口，遵守OpenGIS网页地图规范（0.7至1.1版本）。项目目标是能够使用用快速创建网页地图客户端。目标浏览器是Windows、Mac和Linux的Internet Explorer（5.5及以上版本）和Netscape（7.00及以上版本）。

## R - Z
- R语言

- Rgeo：网页集，有意成为一个用R以及其他相关软件分析空间数据的资源指南。

- RGIS：RGIS用于亨特学院的地理应用程序课，示范面向对象编程和地理信息科学理论。RGIS运行在无处不在的安装Java的工作站（Win95/98/NT、UNIX、Apple）。RGIS允许地理信息系统栅格数据由Arc/Info和ArcView导入和导出。

- rmap：这个封装派生自在地球上进行正确经纬定位的个人地图系统需要。与CIA第二数据银行包含39轨磁带的COBAL数据建立了关联，它们运行在陈旧的主框架，也还有像样的地球矢量数据，也可以在公共域运行。

- RoadMatcher：Vivid Solutions公司的RoadMatcher应用是一个有力的线性路网酏接工具。RoadMatcher提供了完整的可视环境以自动或人工匹配路网。

- Roadster：Roadster旨在成为易用开源的制图软件。

- SAGA GIS：SAGA可以视为地理信息系统，外加一个特别的地理数据处理的应用程序接口（API）。这个API简化了新算法执行，免除了开发者庞大编程支出，如用户界面设计和文件输入输出。SAGA API支持格网数据，如数字地形模型和卫星图片、矢量数据和表格。

- SAMT：商业GIS非常昂贵而自由GIS（GRASS）不易使用。我们需要一个具备几个GIS功能的模型系统，如空间分析、一些空间技术和一个简单的GIS导入导出功能。SAMT的主要目标是包括不同模型（特别是模糊模型）的一个开源系统。

- sdts2dem：Sol Katz开发的一份修订的sdts2dem实用工具。

- Shapelib：Shapelib是一个简单的C API用于读写ArcView Shapefiles。代码形式发布，没有版权限制。

- SharpMap：SharpMap是一个易用的地图渲染，可以渲染GIS数据，用于网页和桌面应用。引擎以C#书写，基于.NET 2.0框架。

- SharpShape：ShapeLib.dll[4]中wrapper类的C#源代码：一个shape文件（shp、shx和dbf）读写库。

- Shore：Shore项目的目标是设计、实施和评价一个持久化对象系统，服务于各种各样的目标应用，包括软硬件CAD系统、持续性编程语言、地理信息系统、卫星数据仓库和多媒体应用。

- SHPTRANS：SHPTRANS是高精度、超高性能的NTv2数据变换和投影实用工具，读写shape文件。

- Simple Map Server：生产地理图片的简单地图服务器。符合OpenGIS1.0.0和1.1.1规范。

- Simple Map Client：简单地图客户端是允许浏览OpenGIS WMS服务器的Java应用。

- SPECPR：SPECPR是一个互动的一维阵列处理系统，是反射光谱分析所需工具。它还有做其他工作和分析x，y配对数据的工具。

- Spherekit：Spherekit是一个综合性空间插值和比较空间插值算法工具包。它基于UNIX，包括了完整的图形用户界面。使用通用绘图工具（GMT）显示插值域。

- Splat：SPLAT!是一个射频信号传播、损失和地形分析工具，用于20MHz至20GHz频段。

- Spring：SPRING是一个先进的GIS和遥感的图像处理系统，有一个面向对象数据模型，在单一环境提供栅格、矢量数据代表。

- 卫星软件计划：卫星软件计划（SSI）是一个非商业项目，其目标是推出高品质的免费开源软件，捕获、解码和显示气象卫星图像。

- STARS：时空分析区域系统（STARS）是一个开源包，设计用于分析基于时间标准的空间数据。STARS汇集了一些最近开发的时空分析方法而为一个用户友好图形环境，提供一系列的动态链接图形视角。

- sunclock：Sunlock是一个X11应用程序，显示地球地图，包括照明部分，绘制黑暗区域。除了为默认区域提供本地时间，它还显示主要城市的GMT时间、法律和太阳时间、经度和纬度，以及地球任意位置相互之间的距离。

- SuperGIS：台灣崧旭資訊股份有限公司所開發的GIS軟體產品套件的總稱。

- SVG Viewer：CSIRO SVG工具包是一个对延展矢量图形（SVG）做不同事情的实用工具的集合。

- TARDEM：一套统计数字高程数据的程序。

- Terraform：Terraform是一个开源的互动高程模型生产分析程序，可以生产随机数据和转换。

- TerraLib：TerraLib是一个GIS类和函数库，使用对象联系型数据库进行GIS应用开发。TerraLib旨在为GIS开发者提供一个大的数据集架构和算法。

- TGR2KML：这个程序转换TIGER多边形而为KML格式。支持的TIGER版本早打TIGER94晚至TIGER 2006第二版。

- TGR2SHP：TGR2SHP 7.01将所有TIGER层（点、线、多边形）转换至ESRI格式shape文件。

- TGR2MIF：转换TIGER而至MapInfo MIF/MID格式文件。概要文件抽取（SF1toTable、SF2toTable等）用于从Census2000文件抽取图层。

- Thgis：这是一个共享软件，由tuhang创建并支持，提供客户端与服务器的能力以在线再现虚拟地球及其他GIS的功能。

- Thuban：Thuban是一个互动的地理数据阅览器，具有以下特点：1）导航缩放，2）通过对象选择、对象记录选择查明属性，3）层管理层类型：线=多边形=点=地理图片，4）说明编辑器可视化外表控制，5）表管理查询和加入表，6）打印和输出供远期处理。

- tkgeomap：Tkgeomap是一组Tcl/Tk扩展，供显示和互操作地理数据。

- TMRS：老虎制图和路径服务器（TMRS）被写来促进建立开源GPS导航软件。它的目标是简化街一级路由和为开发用户友好界面的地图绘制功能要素。数据来自美国人口普查，被称为“老虎”。

- TOPAZ：TOPAZ（地形参数）是一个自动数字景观分析工具，用于地形评估、排水鉴定、分水岭分割和下抓参数。虽然TOPAZ设计的主要目的是协助地形评价和分水岭参数化以支持水利模型分析，它也有应用于不同的地貌、环境和遥感应用。

- Triangle：Triangle产生确切的Delaunay三角网、约束Delaunay三角网、控制Delaunay三角网的质量。后者可由不小的角度产生，因此适于有限元分析。

- uDig：uDig是一个开源空间数据查看器／编辑器，对OpenGIS标准，关于互联网GIS、网络地图服务器和网络功能服务器有特别的加强。uig将提供一个一般的java平台来用开源组件建设空间应用。

- vec2web：vec2web是一个小工具将矢量绘图（现有DXF）转换为网络可用的图形（现有PNG）。

- VGMap：VGMap是Eyebeam R＆D创建的一个新的库，允许设计者、开发者和绘图爱好者在谷歌地图上用比标准系统更丰富的手段叠置图层。它被称做VGMap，因为它为令人艳羡的GMap API添加了矢量绘图能力。

- vhclmaps：vhclmaps（原ivmaps和vhclserv）是一个地图阅览和空间数据服务的封装，与美国地质调查局所属那样的地图数据库协作。

- View Dog：ViewDog是一个查看器，用于nurbs功能，多边形几何，一定的三维域功能表面（通过匹配管支持）。

- Vis5d：Vis5d+是一个测定体积的科学数据三维可视化程序，增添了特性如OpenGL平滑接口渲染、Tcl脚本、地理数据地图投影和动画。

- Virtual Terrain Project (VTP)：VTP的目标是轻松构建互动真实世界的每一部分，三维数字化形式。这一目标将需要计算机辅助设计、地理信息系统、视觉模拟、测量和遥感领域的协同一致。VTP在现场施工、特征提取和渲染算法等方面收集信息和追踪进展。

- Visual Basic GIS：用Visual Basic.NET写的GIS工具。

- WAILI Wavelets Library：WAILI是一个小波变换库。它包括一些基于小波的基本图像处理任务进而形成更复杂的图像处理任务之中坚。

- wayp2shp：Wayp2shp是一个简单的C程序可以读取Waypoint+文件并转换为shape文件。

- WinDisp：Windisp是一个公共域，易于使用的软件包来显示和分析卫星图像、地图和相关数据库，重点是粮食安全预警。WinDisp最初是粮农组织全球信息和预警系统。

- worldKit：worldKit是一个易用和灵活的网络绘图应用。轻量级GIS。它是一个基于SWF的应用，用XML控制，RSS作种。独立使用或集成进更大项目。

- Xastir：Xastir是用于接受和绘出ARPS（tm）位置包的项目。由世界各地的程序员协作开发。Xastir支持许多地图格式并高度可定制。

- XCSoar：XCSoar是一个Pocket PC操作系统上的战术滑行电脑。它能在远达WM2003SE的老旧硬件（PPC平台）运行。设备到位时也将支持WM2005（工作已经开始）。

- Xearth：Windows的Xearth是Kirk Johnson的原始xearth项目在微软视窗的移植。Xearth在用户桌面上渲染地球的阴影图像，如同从所喜爱的太空制高点俯视。

- Xplanet：Xplanet启发自Xearth，在X根窗口渲染地球图像。方位、墨卡托、Mollweide、正射或矩形投影的地球在一个窗口被显示于出来，用户使用OpenGL或Mesa进行交互。另一星球和一些卫星也会被显示。

- XV：xv是一个X Window系統的交互图像处理程序。

- Yg：Ygl在X11下模拟SGI的GL例程。出于两个原因被书写：1）在RS/6000 GT4硬件，Ygl两倍速（circf）于GL（奇怪，真的吗？）；2）在非GL硬件乃至远端X服务器运行二维图形。

- Zipdy：Zipdy是一个计算两邮编之间距离和在RDBMS所有邮编记录中查找x英里以外的另一邮编。

- Zodius：Zodius是快速的地面建起矢量图形库。它试图执行Flash和SVG格式路径作图，结合最快速度和最优质量。